# The Party Ain't Over Yet
The Party Ain't Over Yet je dvacáté-sedmé album anglické rockové skupiny Status Quo, vydané 19. září 2005.

## Seznam skladeb
1. "The Party Ain't Over Yet" (David) 3:50
2. "Gotta Get Up and Go" (Rossi/Young) 4:18
3. "All That Counts Is Love" (David) 3:41
4. "Familiar Blues" (Parfitt/Bown) 5:09
5. "The Bubble" (Bown/Edwards) 5:36
6. "Belavista Man" (Parfitt/Edwards) 4:21
7. "Nevashooda" (Bown/Letley) 3:52
8. "Velvet Train" (Edwards/Bown) 3:33
9. "Goodbye Baby" (Rossi/Young) 4:08
10. "You Never Stop" (Rossi/Parfitt/Bown/Edwards/Letley) 4:33
11. "Kick Me When I'm Down" (David/Wilder) 3:17
12. "Cupid Stupid" (Rossi/Young) 3:51
13. "This Is Me" (Parfitt/Edwards) 4:47

Bonusy na australské verzi
1. "The Party Ain't Over Yet" [single mix] (David) 3:52
2. "Belavista Man" [live at Emden] (Parfitt/Edwards) 4:27
3. "I Ain't Ready" (Rossi/Young) 4:34
4. "I'm Watching over You" (Rossi/Young) 3:49
5. "Gerdundula" [live at Liverpool Pops] (Rossi/Young) 6:45
6. "Mystery Medley" [live at Liverpool Pops] (Parfitt/Young/Rossi/Warren/Carter/David/Bown/Lynton) 10:05
7. The Party Ain't Over Yet (promo video) 4:20
8. The Party Ain't Over Yet [photo gallery]

## Sestava
- Francis Rossi – zpěv, sólová kytara
- Rick Parfitt – zpěv, kytara
- John Edwards – baskytara
- Andy Bown – klávesy
- Matt Letley – bicí